# Roderich Mojsisovics von Mojsvár
Roderich Edmund Ladislaus Anton Julius Mojsisovics von Mojsvár (Graz, 10 maggio 1877 – Bruck an der Mur, 30 marzo 1953) è stato un musicista austriaco.
Direttore del conservatorio di Graz e docente nel conservatorio Trapp di Monaco di Baviera, è ricordato come valente compositore e musicologo.